# .mr
.mr е интернет домейн от първо ниво за Мавритания. Изисква се местен контакт за регистрация на домейн с името .mr. Администрира се от NIC-Mauritanie. Представен е през 1996 г.